# Flota Handlowa Wolnej Polski

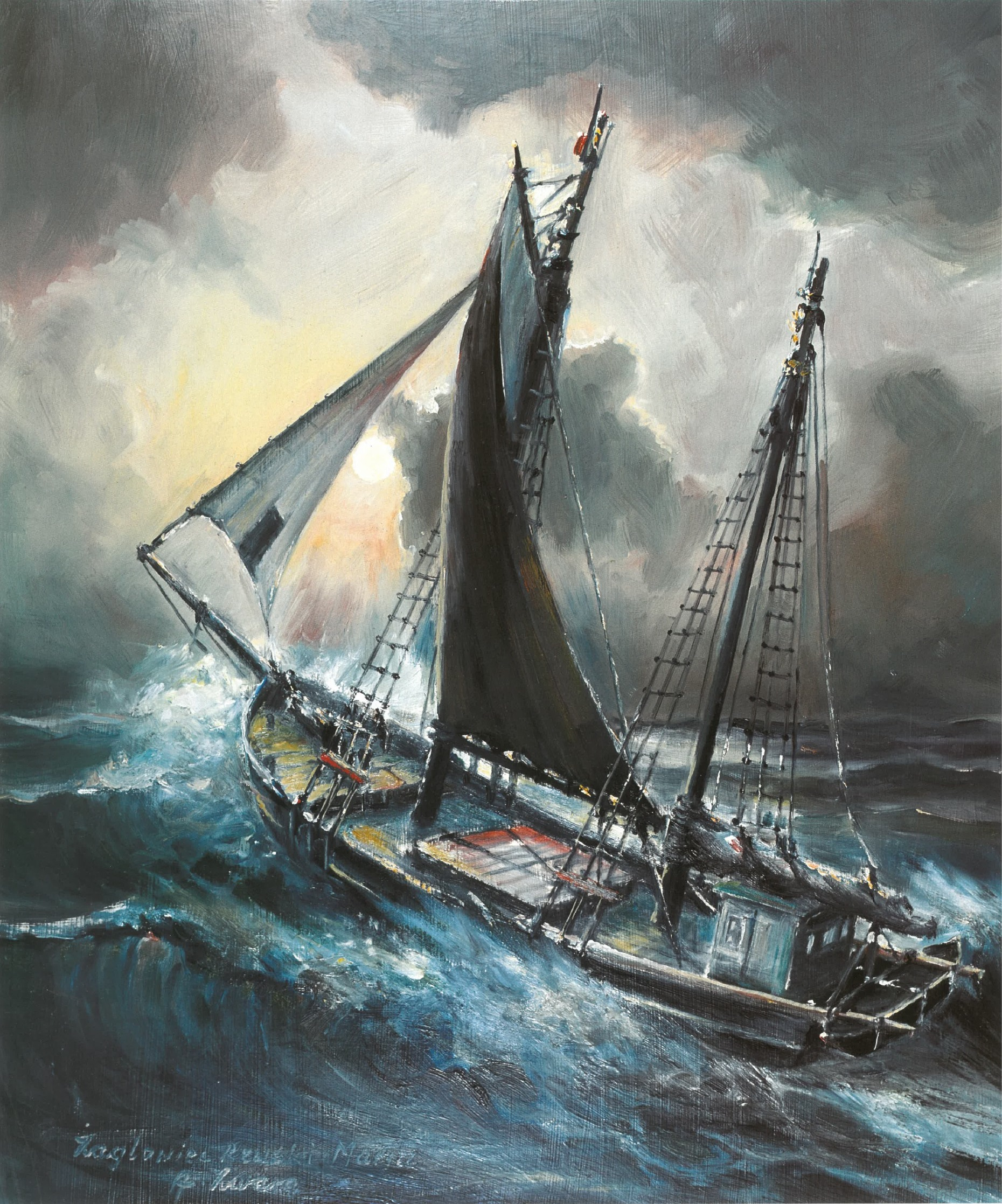
Maria, Alfons Zwara

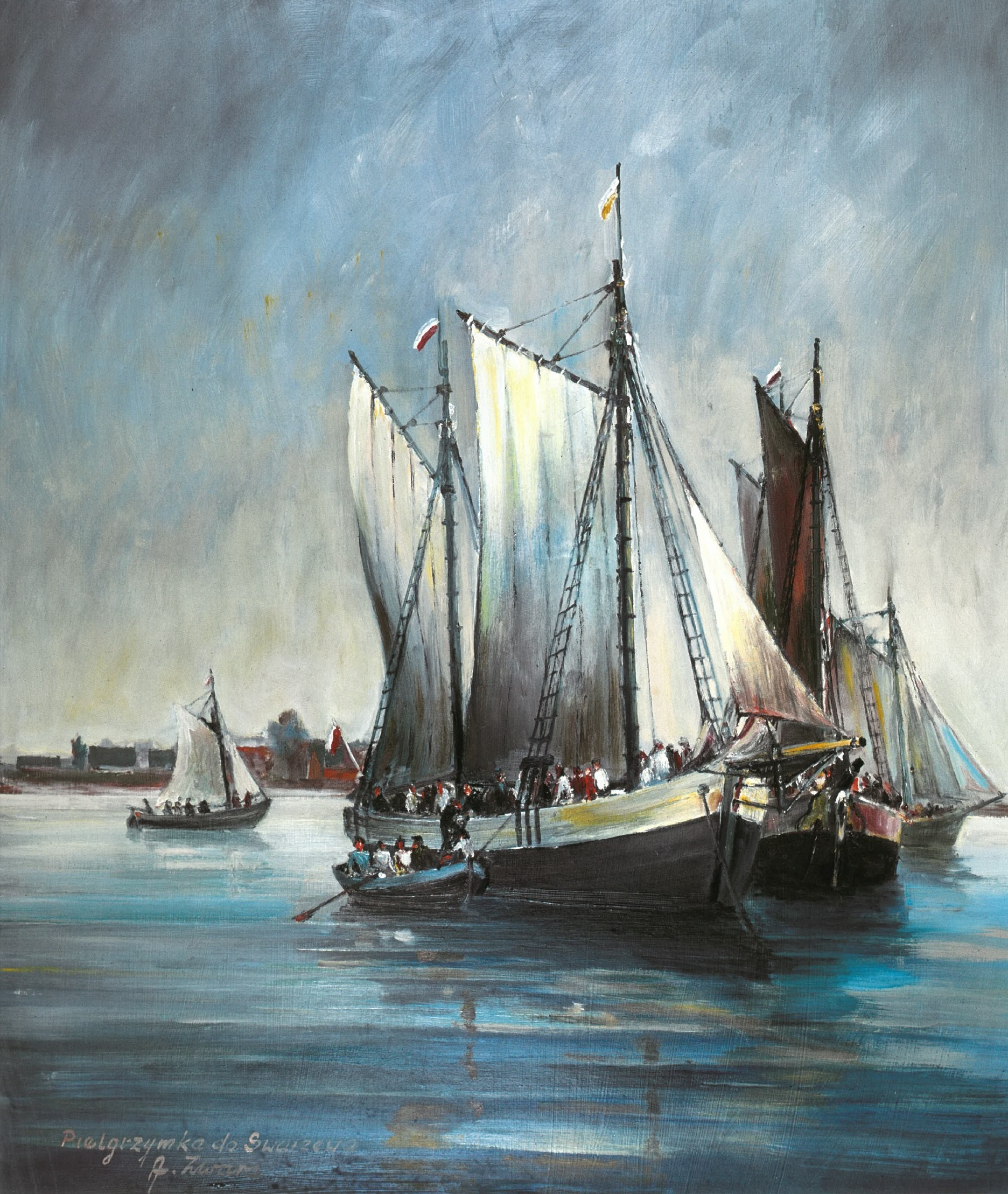
Pielgrzymka do Swarzewa, Alfons Zwara

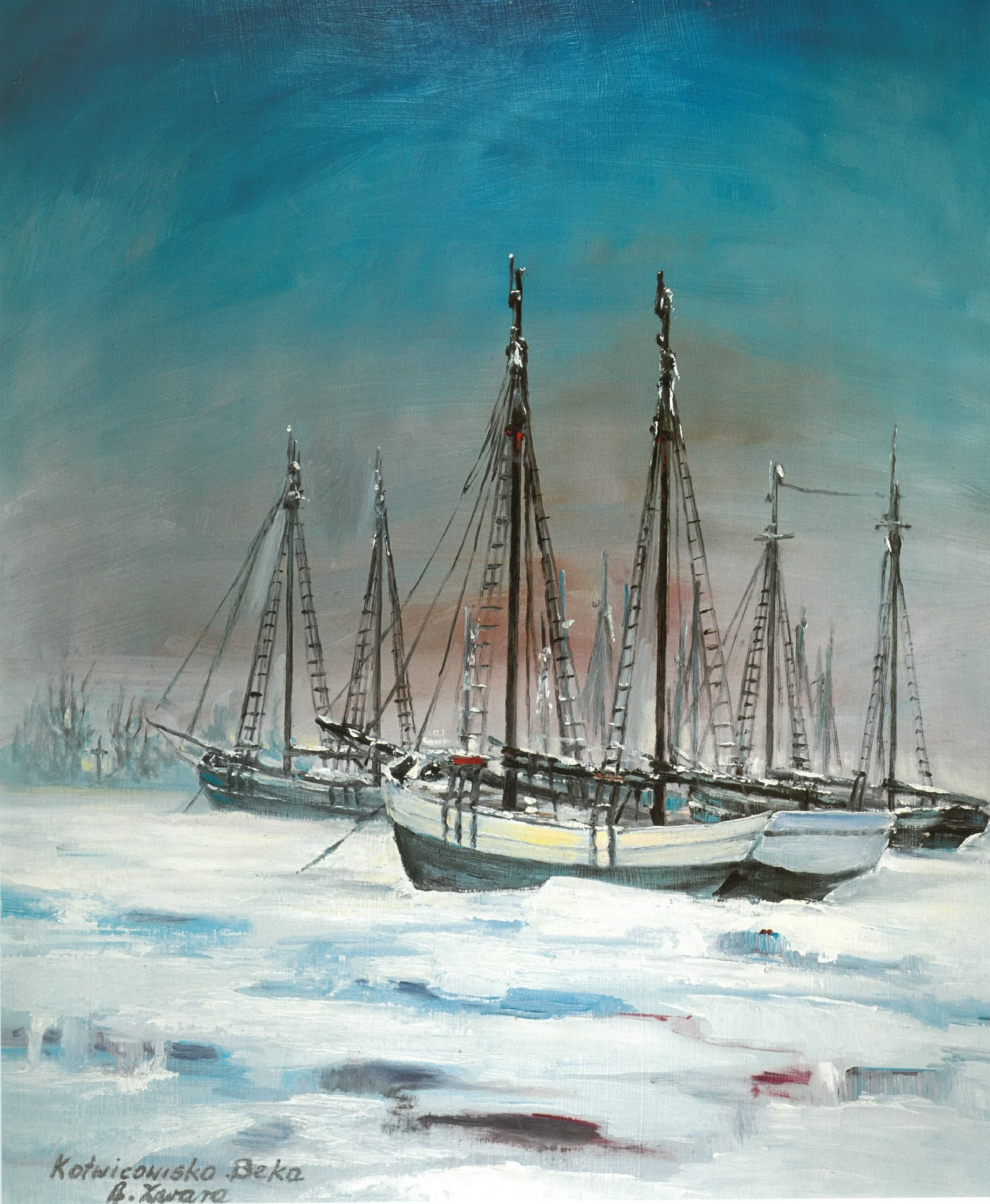
Kotwicowisko Beka, Alfons Zwara

Flota Handlowa Wolnej Polski – pierwsza flota handlowa Wolnej Polski, bandery na tych jednostkach wciągnięto na maszt w Rewie 10 lutego 1920 roku.

## Historia
Powrót Pomorza Gdańskiego do Polski 10 lutego 1920 roku był jednocześnie powrotem Polski nad Bałtyk. Przyjmuje się, że z wyjątkiem rewskiej flotylli kutrów i łodzi rybackich, na polskim brzegu nie zastano żadnych statków. W Rewie w 1920 roku było zarejestrowanych 10 żaglowców, które stanowił początek pierwszej flotylli handlowej II Rzeczypospolitej. Jedyna tego typu flotylla powstała w Rewie w XIX wieku dzięki korzystnemu położeniu Rewy, mającej naturalną przystań, osłoniętą od wiatru i fal. Flota ta wywodzi się z handlowych flot kaszubskich z czasów przed rozbiorami Polski, jej działalność trwała nieprzerwanie od XVIII wieku. Terenem działania flotylli była Zatoka Gdańska i okolice, choć statki jej zapuszczały się aż po Rugię.
Żaglowce przewoziły i handlowały: drewnem spławianym Redą z Puszczy Darżlubskiej, torfem kopanym na Mości Błotach a sprzedawanym na Żuławach, Kamieniami wydobywanymi z dna morza a przeznaczonymi na budowę portów w Jastarni, Helu czy Westerplatte, żwirem ładowanym pod Osłoninem, piaskiem wydobywanym z dna morza, sprzedawanym w Gdańsku, oraz cegłą z Rzucewa. Sporadycznie wożono zaopatrzenie do miejscowości półwyspu helskiego i ludzi. Raz w roku żaglowce odnowione, malowane i specjalnie przystrojone płynęły na odpust Matki Boskiej do Swarzewa, zabierając na pokłady po około 50 osób z całej okolicy aż po Cisowę i Rumię. Kiedy zatoka zamarzała i kończył się sezon żeglugowy, jednostki odprowadzona na kotwicowisko pod Beką przy ujściu Redy.
Część żaglowców (“Erwin”, “Helena”, “Henryk”, “Marta”) zbudowano w Rewie, inne kupowano na Pomorzu Zachodnim, Danii czy Tolkmicku a przebudowano w Rewie.
Armatorami jednostek byli mieszkańcy Rewy, a każdy z nich nabytą jednostkę przerabiał według własnego uznania. Najsłynniejszą rodziną armatorów z Rewy był ród Długich: Józef, Jan, Klemens i Paweł. Posiadali w różnych okresach aż 4 jednostki (“Helena”, “Erwin”, “Henryk” oraz “Teresa”). Inni armatorzy to Augustyn Markowc (“Henrietta”), Michał Markowc (“Leopold”). Franciszek Voss (“Marta”), Franciszek Marek (“Ekonomia”), Antoni Pioch (“Anna”), Franciszek Biggot (“Eugenia”) oraz Emil Marek (“Maria”, “Katarzyna”). Żywotność jednostek flotylli w latach międzywojennych była na ukończeniu. Statki następnie sprzedano do Gdańska (“Henrietta”, “Ekonomia”), trzy rozebrano na opał (“Teresa”, “Marta”, i “Anna”). “Leopold” wszedł na mieliznę pod Jastarnią, “Henryk” zatonął w wyniku kolizji na Martwej Wiśle. Do drugiej wojny światowej przetrwały “Eugenia”,  “Erwin”, ”Helena” oraz kupiona w Danii “Maria” i w Tolkmicku “Katarzyna”. Jednostki “Eugenia” oraz “Erwin” zostały zniszczone przez ściśnięcie lodami na kotwicowisku zimą na przełomie lat 1939 i 1940. “Helena”, “Maria” i “Katarzyna” zatonęły w 1945 roku w okolicach pomostu pod Osłoninem w wyniku ostrzału artyleryjskiego. Jedynie “Maria” została wyciągnięta i wyremontowana na jednostkę rybacką pod nazwą “Rew 28”.
Artysta malarz Alfons Zwara z Rumi zainspirowany historią jednostek namalował, bazując na zdjęciach, a następnie opublikował serię obrazów olejnych, przedstawiając jednostki w różnych sytuacjach.

## Dane techniczne floty
Statki tej floty i ich parametry techniczne opisuje tabela:
| Nazwa statku                    | Rodzaj   | Rok budowy       | Rok przebudowy | Pojemność brutto [BRT] | Pojemność netto [GRT] | Długość [m] | Szerokość [m] | Głębokość [m] | Liczba żagli | Właściciel          |
| ------------------------------- | -------- | ---------------- | -------------- | ---------------------- | --------------------- | ----------- | ------------- | ------------- | ------------ | ------------------- |
| "Anna" (ex "Friedrich Wilhelm") | szkuta   | brak danych      | 1901 (Rewa)    | 23,7                   | 18,6                  | 13,1        | 4,6           | 1,7           | 3            | Antoni Pioch        |
| "Ekonomia" (ex "Oekonomie")     | loma     | brak danych      | 1906 (Rewa)    | 20,1                   | 15,8                  | 11,8        | 4,3           | 1,9           | 3            | Franciszek Marek II |
| "Erwin" (ex "Arvin")            | szkuta   | 1874 (Rewa)      | 1902 (Rewa)    | 26,3                   | 20,9                  | 13,8        | 4,8           | 1,7           | 3            | Jan Długi           |
| "Eugenia"                       | jacht    | brak dantch      | 1905 (Rewa)    | 21,9                   | 16,2                  | 12,4        | 4,4           | 1,7           | 4            | Franciszek Bigot    |
| "Helena"                        | jacht    | 1872 (Rewa)      | 1906 (Rewa)    | 27,5                   | 18,6                  | 13,6        | 4,7           | 1,9           | 4            | Józef Długi         |
| "Henrietta" (ex "Henriette")    | loma     | 1853 (Tolkmicko) | 1907 (Rewa)    | 26,9                   | 20,7                  | 14,3        | 4,8           | 1,6           | 3            | Augustyn Markowc    |
| "Henryk" (ex "Heinrich")        | lichtuga | 1869 (Rewa)      | 1904 (Rewa)    | 26,7                   | 19,9                  | 14,2        | 4,8           | 1,7           | 5            | Klemens Długi       |
| "Leopold"                       | jacht    | brak danych      | 1910 (Rewa)    | 23,6                   | 18,5                  | 13,3        | 4,6           | 1,6           | 4            | Michał Markowc      |
| "Marta" (ex "Vorwärts")         | loma     | 1862 (Rewa)      | 1905 (Rewa)    | 23,2                   | 17,6                  | 13,0        | 4,7           | 1,8           | 3            | Franciszek Voss     |
| "Teresa" (ex "Therese")         | loma     | brak danych      | 1907 (Rewa)    | 20,4                   | 14,7                  | 12,8        | 4,5           | 1,7           | 3            | Jan Długi           |